# Клаудія Дате
Клаудія Дате (Claudia Dathe, 1971) — одна з найвідоміших перекладачок української літератури в Німеччині, член об'єднання «Translit», координаторка літературного перекладу в Тюбінгенському університеті.

## Біографія
Народилася та виросла в Східній Німеччині, а початок XXI століття разом із сім'єю прожила в Києві.
Засвоїла російську та польську мови в Лейпцизькому, П'ятигорському та Краківському університетах, вивчаючи перекладознавство та бізнес-адміністрації з акцентом на міжнародне управління.
З 1997 до 2004 року працювала лекторкою Німецької служби академічних обмінів у Казахстані та Україні. Повернувшись до Німеччини, вона зайнялася перекладом творів Сергія Жадана, Олександра Ірванця, Тані Малярчук, Софії Андрухович, Ігоря Померанцева та Андрія Куркова.
У 2001 році викладала в Києвському політехнічному інституті імені Ігоря Сікорського як лекторка ДААДу (Німецької служби академічних обмінів), проводила двомовний російсько-український перекладацький семінар для студентів-філологів. Під час проєкту студенти-філологи під керівництвом Марка Бєлорусця та Тимофія Гавриліва перекладали сучасних німецьких авторів, а Клаудія працювала мовним консультантом.
Проживає в Єні, а з 2009 року працює в Тюбінгенському університеті координаторкою з літературного перекладу в проєктах «Текстові відбитки» та TransStar Europa. Проводить теоретичні й практичні заняття та курси з підвищення кваліфікації для студентів.
У 2010 році ініціювала створення об'єднання Translit з метою поширення української літератури в Європі. За участі перекладачки опубліковано книги про футбол, про Майдан, про жінок-заробітчанок за кордоном, переклади дитячої літератури, а також проєкт про Першу світову війну.
Клаудія Дате — посередниця літератури, тому виконує місію культурного зв'язку України з Німеччиною та вважає, що необхідно відкрити світові українських письменників, таких як Микола Хвильовий, Микола Зеров, Григір Тютюнник. Перекладачка надає перевагу й сучасним поетам, читаючи твори Галини Крук, Богдани Матіяш, Остапа Сливинського, Анастасії Афанасьєвої та Любові Якимчук.

## Переклади
- Марія Матіос «Солодка Даруся» (Innsbruck: Haymon Verlag.)
- Анна Яблонська «Монодіалоги» (Ровольт, 2012.)
- Марина Дмитрієва «Між містом та степом». Художні тексти українського модернізму від 1910–х до 1930–х років (Берлін: Лукас, 2012.)
- Сергій Жадан «Біг Мак» (Берлін: Suhrkamp, 2011.)
- Наталя Ворожбит «Галка Моталко» (Берлін, 2011.)
- Сергій Жадан «Відсоток самогубств серед клоунів» (Берлін, Варшава, 2009.)
- Таня Малярчук «Дев'ятивідсотковий оцет» (Санкт-Пельтен: Резиденція, 2009.)
- Сергій Жадан «Anarchy in the UKR» (Франкфурт: Suhrkamp, 2007.)
- Сергій Жадан «Історія культури початку століття» (Франкфурт: Suhrkamp, 2006.)

Переклади в журналах та антологіях
- Сергій Жадан «Білі сорочки, чорні штани» В: «Горілка для воротаря. 11 футбольних історій з України» (Берлін, 2012, с.40–61.)
- Олександр Ушкалов «Футбольне взуття» В: «Горілка для воротаря. 11 футбольних історій з України» (Берлін, 2012, с.96, 120.)
- Таня Малярчук «Київ – мій особистий гід» В: «Горілка для воротаря. 11 футбольних історій з України» (Берлін, 2012, с.134–151.)
- Оксана Забужко «Офсайдна балада» В: «Горілка для воротаря. 11 футбольних історій з України» (Берлін, 2012, с.156–157.)
- Андрій Кокотюха «Ботанік і його тренер» В: «Горілка для воротаря. 11 футбольних історій з України» (Берлін, 2012, с.183–204.)
- Наталка Сняданко «Карпати знову втратили» В: «Тотальний футбол». (Берлін: Suhrkamp, 2012, с.128–140.)
- Олександр Ушкалов «Футбол завод» В: «Тотальний футбол». (Берлін: Suhrkamp, 2012, с.177–197.)
- Остап Сливинський, Галина Крук, Богдана Матіяш, Анастасія Афанасьєва, Сергій Жадан «Нові вірші з України» (Острагегеге, 2012, с.47–49.)
- Ірина Вікирчак та Мілена Фіндайз «Потяг часу: Чернівці–Прага–Відень» (Чернівці: Меридіан, 2011.)
- Андрій Портнов та Тетяна Портнова «Україна: ціна перемоги. Війна та змагання ветеранів» В: (Східна Європа 5/2010, с. 27–41.)
- Сергій Жадан. Вірші. В: Спеціальний випуск журналу «Мова в епоху техніки» (Кельн: SH-Verlag, 2009, с.76–87.)
- Остап Сливинський. Вірші. В: Спеціальний випуск журналу «Мова в епоху техніки» (Кельн: SH-Verlag, 2009, с.104–107.)
- Таня Малярчук «Жінка та її риба» В: Спеціальний випуск журналу «Мова в епоху техніки» (Кельн: SH-Verlag, 2009, с.160–163.)
- Таня Малярчук «Невдача з географією, вдача з історіями» В: «Свобода. Я не розумію цього слова, тому що мені ніколи не обійшлося без нього». Молоді автори шукають Європу та її твори. (Берлін: Verlag Dr. Köster, 2009, с.14–17.)
- Таня Малярчук «Заповідник для безтурботних людей» В: «Свобода. Я не розумію цього слова, тому що мені ніколи не обійшлося без нього». Молоді автори шукають Європу та її твори. (Берлін: Verlag Dr. Köster, 2009, с.18–20.)
- Сергій Жадан. Вірші. В: Щорічник Німецької академії мови та поезії 2008. (Дармштадт: Академія мови та поезії, 2009, с.48–53.)
- Віктор Неборак. Вірші. В: Щорічник Німецької академії мови та поезії 2008. (Дармштадт: Академія мови та поезії, 2009, с.43–47.)
- Надія Белякова «Контроль, співробітництво, співпраця. Радянська держава та православна церква» В: (Східна Європа. Випуск 9/2009, с.113–132.)
- Гжегож Грицюк «Ілюзія свободи. Білоруси та українці у вересні 1939 р.» В: (Східна Європа. Випуск 7-8 / 2009, с. 173–186.)
- Марися Нікітюк «Паралельний театр». Наземні дослідження. Театральні пейзажі в Центральній, Східній та Південній Європі. (Берлін: Theatre der Zeit, 2008, с.185–192.)
- Сергій Жадан. Вірші. В: Фрітш, Норен, Гумз, Олександр, Вольфахрт, Томас."Ніч поезії" (Берлін: Literaturwerkstatt, 2008. с. 123–139.)
- Андрій Портнов «Множинність пам'яті. Пам'ятники та історія політики в Україні» В: (Східна Європа. Випуск 6/2008, с. 197–210.)
- Катерина Кобченко «Розвиток академічної жіночої освіти в Україні з середини XIX – початку XX століть» В: (Аріадна. Форум жіночої та гендерної історії. Випуск 53–54, с. 110–118.)
- Микола Рябчук «Вимушений плюралізм. Спілкування труб в Україні» В: (Східна Європа. Випуск 10/2007, с. 15–27.)
- Стаття «Міні-Інтернаціонал No 26, Київ» (Мюнхен: Гофман і Кампе Верлаг, 2007.)
- Олександр Ірванець. Витяг з роману «Рівне» В: (Wespennest, 2007, с. 38–42.)
- Сергій Жадан «Історія культури початку століття» (Франкфурт: Suhrkamp, 2006.)
- Оксана Забужко «Альбом для Густава» (Франкфурт: С.Фішер, 2005, с. 328–352.)
- Сергій Жадан. Вибрані вірші. В: (Кафка. Журнал Центральної Європи, випуск 14/2004, с. 51–55.)
- Ігор Померанцев «З сімейного альбому» В: (Верса, третій том, випуск 03/2004, с. 53–58.)